# Harenkarspel
Harenkarspel est une ancienne commune néerlandaise, en province de Hollande-Septentrionale, dans la région de Frise-Occidentale.
La commune a été agrandie en 1990 par le rattachement de Saint-Martin et de Warmenhuizen. La capitale de la commune est Tuitjenhorn.